# U-100 (tàu ngầm Đức) (1940)
U-100 là một tàu ngầm tấn công  Lớp Type VII thuộc phân lớp Type VIIB được Hải quân Đức Quốc Xã chế tạo trong Chiến tranh Thế giới thứ hai. Nhập biên chế năm 1940, nó đã thực hiện được sáu chuyến tuần tra, đánh chìm được 25 tàu buôn với tổng tải trọng 135.614 GRT, khiến một chiếc 2.205 GRT tổn thất toàn bộ, đồng thời gây hư hại cho bốn tàu buôn khác. Trong chuyến tuần tra cuối cùng trong Đại Tây Dương, U-100 bị tàu khu trục Anh HMS Vanoc phát hiện bằng radar và đánh chìm vào ngày 17 tháng 3, 1941, trở thành tàu U-boat đầu tiên bị tiêu diệt có sự trợ giúp của radar.

## Thiết kế và chế tạo

### Thiết kế
Phân lớp VIIB của Tàu ngầm Type VII là một phiên bản VIIA được mở rộng. Chúng có trọng lượng choán nước 753 t (741 tấn Anh) khi nổi và 857 t (843 tấn Anh) khi lặn). Con tàu có chiều dài chung 66,50 m (218 ft 2 in), lớp vỏ trong chịu áp lực dài 48,80 m (160 ft 1 in), mạn tàu rộng 6,20 m (20 ft 4 in), chiều cao 9,50 m (31 ft 2 in) và mớn nước 4,74 m (15 ft 7 in).
Chúng trang bị hai động cơ diesel Germaniawerft F46 6-xy lanh 4 thì, tổng công suất 2.800–3.200 PS (2.100–2.400 kW; 2.800–3.200 bhp), dẫn động hai trục chân vịt đường kính 1,23 m (4,0 ft), cho phép đạt tốc độ tối đa 17,9 kn (33,2 km/h), và tầm hoạt động tối đa 8.700 nmi (16.100 km) khi đi tốc độ đường trường 10 kn (19 km/h). Khi đi ngầm dưới nước, chúng sử dụng hai động cơ/máy phát điện AEG GU 460/8-276 tổng công suất 750 PS (550 kW; 740 shp). Tốc độ tối đa khi lặn là 8 kn (15 km/h), và tầm hoạt động 90 nmi (170 km) ở tốc độ 4 kn (7,4 km/h). Con tàu có khả năng lặn sâu đến 230 m (750 ft).
Vũ khí trang bị có năm ống phóng ngư lôi 53,3 cm (21 in), bao gồm bốn ống trước mũi và một ống phía đuôi, và mang theo tổng cộng 14 quả ngư lôi, hoặc tối đa 22 quả thủy lôi TMA, hoặc 33 quả TMB. Tàu ngầm Type VIIB bố trí một hải pháo 8,8 cm SK C/35 cùng một pháo phòng không 2 cm (0,79 in) trên boong tàu. Thủy thủ đoàn bao gồm 4 sĩ quan và 40-56 thủy thủ.

### Chế tạo
U-100 được đặt hàng vào ngày 15 tháng 12, 1937, và được đặt lườn tại xưởng tàu của hãng Germaniawerft tại Kiel vào ngày 22 tháng 5, 1939. Nó được hạ thủy vào ngày 10 tháng 4, 1940, và nhập biên chế cùng Hải quân Đức Quốc Xã vào ngày 30 tháng 5, 1940 dưới quyền chỉ huy của Hạm trưởng, Đại úy Hải quân Joachim Schepke.

## Lịch sử hoạt động

### 1940

#### Chuyến tuần tra thứ nhất
U-100 khởi hành từ Kiel vào ngày 27 tháng 6 cho chuyến tuần tra đầu tiên trong chiến tranh. Nó băng qua khe GIUK giữa các quần đảo Shetland và Faroe để vòng qua quần đảo Anh và đi đến khu vực tuần tra về phía Tây Scotland và Ireland. Trong chuyến tuần tra này, nó đánh chìm được sáu tàu buôn Đồng Minh và gây hư hại cho một tàu buôn khác; trong đó năm chiếc đã bị đánh chìm hay hư hại thuộc Đoàn tàu OA 204 chỉ trong ngày 29 tháng 8. U-100 kết thúc chuyến tuần tra và đi đến cảng Lorient bên bờ biển Đại Tây Dương của Pháp đã bị Đức chiếm đóng, đến nơi vào ngày 1 tháng 9. Lorient trở thành căn cứ hoạt động của nó trong suốt bốn chuyến tuần tra tiếp theo.

#### Chuyến tuần tra thứ hai
U-100 xuất phát từ Lorient vào ngày 11 tháng 9 cho chuyến tuần tra thứ hai; nó tiếp tục hoạt động tại vùng biển Bắc Đại Tây Dương về phía Tây Scotland (Khu vực Tiếp cận phía Tây). Trong các ngày 21 và 22 tháng 9, nó tấn công Đoàn tàu HX 72 bằng cách xâm nhập vào giữa đoàn tàu vận tải đối phương, đánh chìm được bảy tàu buôn này với tổng tải trọng 50.340 GRT. Chiếc tàu ngầm quay trở về Lorient vào ngày 25 tháng 9.

#### Chuyến tuần tra thứ ba
Trong chuyến tuần tra thứ ba kéo dài từ ngày 12 đến ngày 23 tháng 10, U-100 tiếp tục hoạt động tại vùng biển Bắc Đại Tây Dương ở Khu vực Tiếp cận phía Tây. Nó gây hư hại cho ba tàu buôn thuộc Đoàn tàu SC 7 trong các ngày 18 và 19 tháng 10; rồi đánh chìm ba tàu buôn thuộc Đoàn tàu HX 79 vào ngày 20 tháng 10.

#### Chuyến tuần tra thứ tư
U-100 tiếp tục hoạt động rất thành công trong chuyến tuần tra thứ tư kéo dài từ ngày 7 đến ngày 27 tháng 11 tại Khu vực Tiếp cận phía Tây quen thuộc. Sau khi tấn công một đoàn tàu vận tải Anh không thành công vào ngày 19 tháng 11, nó đã tấn công Đoàn tàu SC 11 và đánh chìm hoặc gây tổn thất toàn bộ cho bảy tàu buôn với tổng tải trọng 24.601 GRT nội trong ngày 22 tháng 11.

#### Chuyến tuần tra thứ năm
U-100 xuất phát từ Lorient vào ngày 2 tháng 12 cho chuyến tuần tra thứ năm tại vùng biển Bắc Đại Tây Dương về phía Tây Scotland. Nó đã tấn công và đánh chìm hai tàu buôn thuộc Đoàn tàu OB 256 vào ngày 14 tháng 12, và thêm một tàu buôn di chuyển độc lập bốn ngày sau đó. Chiếc tàu ngầm băng ngược qua khe GIUK để quay trở lại Bắc Hải, và về đến cảng Kiel vào ngày 1 tháng 1, 1941, nơi nó được đại tu.

### 1941

#### Chuyến tuần tra thứ sáu - Bị mất
U-100 khởi hành từ Kiel vào ngày 9 tháng 3, 1941 cho chuyến tuần tra thứ sáu, cũng là chuyến cuối cùng, tại vùng biển Bắc Đại Tây Dương. Ở vị trí về phía Đông Nam Iceland, lúc trước bình minh vào ngày 17 tháng 3, nó tiếp cận Đoàn tàu HX 112 từ phía đuôi, nhưng đã bị radar Type 286 trên tàu khu trục Anh HMS Vanoc phát hiện ở khoảng cách 1.000 m (1.100 yd). U-100 trở thành tàu U-boat đầu tiên bị radar phát hiện trong Thế Chiến II, và trong khi tìm cách lặn xuống né tránh, nó bị Vanoc húc đánh chìm tại tọa độ 61°04′B 11°30′T / 61,067°B 11,5°T.  Một tàu khu trục Anh khác, chiếc HMS Walker, cũng đã có mặt. Sáu thành viên thủy thủ đoàn của U-100 đã đã được cứu vớt và bị bắt làm tù binh chiến tranh, nhưng 47 người khác bao gồm Đại úy Schepke hạm trưởng đã tử trận.

### Tóm tắt chiến công
U-100 đã đánh chìm được 25 tàu buôn với tổng tải trọng 135.614 GRT, khiến một chiếc 2.205 GRT tổn thất toàn bộ, đồng thời gây hư hại cho bốn tàu buôn khác:
| Ngày              | Tên tàu            | Quốc tịch | Tải trọng | Số phận          |
| ----------------- | ------------------ | --------- | --------- | ---------------- |
| 16 tháng 8, 1940  | Empire Merchant    | Anh Quốc  | 4.864     | Bị đánh chìm     |
| 25 tháng 8, 1940  | Jamaica Pioneer    | Anh Quốc  | 5.471     | Bị đánh chìm     |
| 29 tháng 8, 1940  | Dalblair           | Anh Quốc  | 4.608     | Bị đánh chìm     |
| 29 tháng 8, 1940  | Hartismere         | Anh Quốc  | 5.498     | Bị hư hại        |
| 29 tháng 8, 1940  | Astra II           | Anh Quốc  | 2.393     | Bị đánh chìm     |
| 29 tháng 8, 1940  | Alida Gorthon      | Thụy Điển | 2.373     | Bị đánh chìm     |
| 29 tháng 8, 1940  | Empire Moose       | Anh Quốc  | 6.103     | Bị đánh chìm     |
| 21 tháng 9, 1940  | Canonesa           | Anh Quốc  | 8.286     | Bị đánh chìm     |
| 21 tháng 9, 1940  | Torinia            | Anh Quốc  | 10.364    | Bị đánh chìm     |
| 21 tháng 9, 1940  | Dalcairn           | Anh Quốc  | 4.608     | Bị đánh chìm     |
| 22 tháng 9, 1940  | Empire Airman      | Anh Quốc  | 6.586     | Bị đánh chìm     |
| 22 tháng 9, 1940  | Scholar            | Anh Quốc  | 3.940     | Bị đánh chìm     |
| 22 tháng 9, 1940  | Frederick S. Fales | Anh Quốc  | 10.525    | Bị đánh chìm     |
| 22 tháng 9, 1940  | Simla              | Na Uy     | 6.031     | Bị đánh chìm     |
| 18 tháng 10, 1940 | Shekatika          | Anh Quốc  | 5.458     | Bị hư hại        |
| 18 tháng 10, 1940 | Boekelo            | Hà Lan    | 2.118     | Bị hư hại        |
| 19 tháng 10, 1940 | Blairspey          | Anh Quốc  | 4.155     | Bị hư hại        |
| 20 tháng 10, 1940 | Caprella           | Anh Quốc  | 8.230     | Bị đánh chìm     |
| 20 tháng 10, 1940 | Sitala             | Anh Quốc  | 6.218     | Bị đánh chìm     |
| 20 tháng 10, 1940 | Loch Lomond        | Anh Quốc  | 5.452     | Bị đánh chìm     |
| 23 tháng 11, 1940 | Justitia           | Anh Quốc  | 4.562     | Bị đánh chìm     |
| 23 tháng 11, 1940 | Bradfyne           | Anh Quốc  | 4.740     | Bị đánh chìm     |
| 23 tháng 11, 1940 | Ootmarsum          | Hà Lan    | 3.628     | Bị đánh chìm     |
| 23 tháng 11, 1940 | Bruse              | Na Uy     | 2.205     | Tổn thất toàn bộ |
| 23 tháng 11, 1940 | Salonica           | Na Uy     | 2.694     | Bị đánh chìm     |
| 23 tháng 11, 1940 | Leise Maersk       | Anh Quốc  | 3.136     | Bị đánh chìm     |
| 23 tháng 11, 1940 | Bussum             | Hà Lan    | 3.636     | Bị đánh chìm     |
| 14 tháng 12, 1940 | Kyleglen           | Anh Quốc  | 3.670     | Bị đánh chìm     |
| 14 tháng 12, 1940 | Euphorbia          | Anh Quốc  | 3.380     | Bị đánh chìm     |
| 18 tháng 12, 1940 | Napier Star        | Anh Quốc  | 10.116    | Bị đánh chìm     |